# Nádherná přítomnost
Nádherná přítomnost (v originále Magnifica presenza) je italský hraný film z roku 2012, který režíroval Ferzan Özpetek podle vlastního scénáře.

## Děj
Pietro Pontechievello je pekař, který touží stát se hercem. Přestěhuje se proto z Katánie do Říma, aby se mohl prosadit. Doufá, že mu v tom pomůže režisér Massimo, do kterého je zamilovaný. S pomocí své sestřenice Marie si pronajme byt v historické zástavbě ve čtvrti Monteverde. Zanedlouho objeví, že v bytě se vyskytuje několik duchů, které vidí jen on sám. Postupně se s nimi spřátelí a zjistí, že se jedná o skupinu divadelních herců, kteří zmizeli v roce 1943. Požádají ho, aby jim pomohl nalézt jejich členku, která rovněž zmizela při policejní razii na jejich divadlo. Pietro ji vypátrá za pomoci drag queen a zjistí, co se před 69 lety stalo. Herci jsou v šoku, když zjistí, že se píše rok 2012. Pietro jim vysvětlí, co všechno se za tu dobu událo, že válka skončila, Adolf Hitler spáchal sebevraždu a fašistická vláda není. Také že americkým prezidentem je Afroameričan a papežem byl zvolen Němec. Rovněž je vezme na noční tramvajovou projížďku městem.

## Obsazení
| Elio Germano        | Pietro Pontechievello |
| Paola Minaccioni    | Maria                 |
| Andrea Bosca        | Luca Veroli           |
| Margherita Buy      | Lea Marni             |
| Giuseppe Fiorello   | Filippo Verni         |
| Ambrogio Maestri    | Ambrogio Dardini      |
| Anna Proclemer      | Livia Morosini        |
| Vittoria Pucciniová | Beatrice Marni        |
| Cem Yılmaz          | Yusuf Antep           |